# Piera Aiello
Piera Aiello (pronúncia italiana: [ˈpjɛːra aˈjɛllo]; Partanna, Itália, 2 de julho de 1967) é uma informante da polícia italiana e política conhecida por sua posição contra a Máfia italiana. Foi eleita para a Câmara dos Deputados. Em 2019, ela foi nomeada uma das 100 mulheres mais influentes do mundo pela BBC.

## Biografia

### Testemunho antimáfia
Piera Aiello nasceu em Partanna, Sicília, em 1967. Em 1985, ainda na adolescência, ela foi forçada a se casar com o filho de um chefe da máfia, Nicola Atria. Seu sogro, Vito Atria, foi morto nove dias depois da cerimônia. Ela não amava o marido e tomou pílula anticoncepcional para evitar dar à luz um filho. Seu marido descobriu e a estuprou.
Seu marido foi morto em 1991 e ela e sua filha de três anos testemunharam o assassinato. Ela decidiu denunciar os assassinos de seu marido, decisão apoiada por sua cunhada Rita Atria e pelo magistrado antimáfia Paolo Borsellino. O juiz do caso foi posteriormente morto no atentado à bomba na Via D'Amelio, em 19 de julho de 1992, menos de dois meses após a morte de seu colega Giovanni Falcone.
Piera sentiu-se abandonada pela irmã e pelo magistrado e assumiu outra identidade para proteger a si e à sua família da retaliação da máfia. Os depoimentos prestados por Rita Atria e Piera, juntamente com outros depoimentos, levaram à prisão de vários membros da Máfia e a um inquérito sobre o político Vincenzo Culicchia, que foi prefeito de Partanna durante trinta anos.
Ela se casou novamente em 2000 e seu marido estava ciente de sua origem. Ela ocasionalmente dava palestras sobre sua história nas escolas, mas seu rosto e nome estavam sempre disfarçados. Eventualmente, sua filha adolescente encontrou pinturas que ela havia feito em seu sótão, assinadas com seu nome abandonado. Ela contou toda a história à filha e decidiu que precisava ser mais ativa. Ela decidiu aceitar uma oferta do Movimento Cinco Estrelas para concorrer a um cargo político, incentivada por sua filha.

### Membro do Parlamento
Quando se candidatou à Câmara dos Deputados pelo Movimento Cinco Estrelas, por causa de ameaças da máfia, ela usou um véu para proteger sua identidade. Ela ficou surpresa porque, apesar de esconder o rosto, foi eleita por uma área da Sicília conhecida por ser dominada pela máfia. Assim que foi eleita, então conhecida apenas como a "senhora fantasma", revelou o seu rosto no dia 13 de junho de 2018 e manteve as suas crenças. Ela agora é uma defensora das pessoas que informam sobre a Máfia, na esperança de protegê-las e às suas famílias.

## Reconhecimento
Em 2019, ela foi nomeada pela BBC como uma das 100 mulheres mais inspiradoras do mundo.